# Im Ae-ji
Im Ae-ji (Hwasun, 11 de maio de 1999) é uma pugilista sul-coreana.

## Carreira
Ela estudou na Universidade Nacional de Esportes da Coreia. Em 2020, ela e Oh Yeon-ji se tornaram as primeiras boxeadoras sul-coreanas a se classificarem para os Jogos Olímpicos de Verão de 2020. Em Tóquio, ela foi derrotada nas oitavas de final pela australiana Skye Nicolson por 3 2.
Nos Jogos Olímpicos de Verão de 2024, em Paris, conquistou a medalha de bronze na disputa de peso galo (até 54 kg).